# Walter Rothholz (Politikwissenschaftler)
Walter Rothholz (* 7. April 1943 in Asker, Norwegen) ist ein Politikwissenschaftler und ehemaliger Professor am Institut für Politik- und Kommunikationswissenschaft der Universität Greifswald und am Institut für Politologie und Europäistik der Universität Stettin.

## Leben und Karriere
Walter Rothholz ist ein Sohn des aus Stettin stammenden, 1939 nach Norwegen emigrierten Juristen Walter Rothholz und der Norwegerin Else Marie Bølling (1915–1976). Sein Vater war von Oktober 1942 bis Mai 1945 als Jude in KZ-Haft in Norwegen und wurde, da er in einer Mischehe lebte, nicht in das Vernichtungslager Auschwitz-Birkenau deportiert. Rothholz studierte Politikwissenschaft, Islamwissenschaft, Judaistik und Religionswissenschaft an den Universitäten München, Wien, Stockholm, Paris und Kairo. Er ist ein Schüler von Eric Voegelin. 1980 habilitierte er sich an der Ruhr-Universität Bochum mit einer Arbeit über die politische Kultur Norwegens. Er lehrte an mehreren ausländischen Hochschulen, beispielsweise 2004 in Stanford/Cal.
Von 1992 bis 2008 war er Professor für Politikwissenschaft an der Ernst-Moritz-Arndt-Universität Greifswald Dort baute er nach der Wende das Institut für Politikwissenschaft mit auf. Nebenbei war er Privatdozent an der FU Berlin. Auf Vorschlag des dortigen Fachbereichs Politische Wissenschaft (Otto-Suhr-Institut) wurde ihm der akademische Titel „außerplanmäßiger Professor“ verliehen.
2008 wurde er außerordentlicher Professor an der Universität Stettin, wo er bis 2013 zunächst am Institut für Soziologie, dann am Institut für Politologie und Europäistik lehrte. In diese Zeit fällt die Buchveröffentlichung „Politik und Religion. Eine kurze Einführung in die Grundkategorien ihrer Beziehung“ (Instytut Politologii i Europejstyki Uniwersytetu Szczecinskiego, 2013). Seit 2014 war Rothholz für einige Jahre Professor an der Babeș-Bolyai-Universität Cluj im siebenbürgischen Klausenburg.
Walter Rothholz befasste sich hauptsächlich mit Politischer Kultur und dem Verhältnis zwischen Politik und Religion, außerdem mit der Theorie des nordischen Wohlfahrtsstaates und neuerer norwegischer Sozialgeschichte. Einschlägige Publikationen sind etwa „Die politische Kultur des Ostseeraums und Osteuropas“ (2008 herausgegeben mit St. Berglund) und „Die Rolle der Mimesis in der politischen Philosophie und Anthropologie. Anmerkungen zu René Girard“ (herausgegeben 2008). Anlässlich seines 65. Geburtstags wurde Rothholz von Petra Huse und Ingmar Dette eine Festschrift gewidmet unter dem Titel „Abenteuer des Geistes - Dimensionen des Politischen“ (Baden-Baden 2008).
Zu den Schülern von Walter Rothholz zählt der Sozial- und Kulturanthropologe Nils Seethaler.